# وارن بوريل
وارن بوريل (بالإنجليزية: Warren Burrell)‏ هو لاعب كرة قدم بريطاني، ولد في 3 يونيو 1990 في شفيلد في المملكة المتحدة. لعب مع نادي شيفيلد ونادي مانسفيلد تاون ونادي هاروجيت تاون.

## وصلات خارجية
- وارن بوريل على موقع قاعدة بيانات كرة القدم.إي يو (الإنجليزية)
- وارن بوريل على موقع Soccerbase.com (لاعب) (الإنجليزية)